# Georges de Baillet Latour

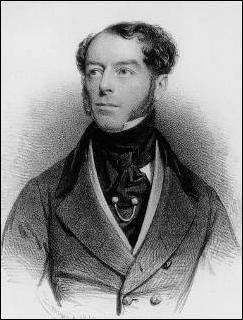
Georges de Baillet-Latour op jonge leeftijd

Graaf Georges-Alexandre-Marie de Baillet Latour (Gent, 8 april 1802 - Brussel, 18 april 1882) was een Belgisch liberaal politicus.
Hij was de zoon van Louis de Baillet Latour (1753-1836) en Angélique de Baillet-Merlemont (1763-1845). Via zijn moeder erfde hij het oude heerlijke kasteel van Merlemont. In deze gemeente werd hij burgemeester vanaf 1836 tot zijn dood.
Hij was daarnaast volksvertegenwoordiger voor het arrondissement Philippeville vanaf 21 januari 1841 tot zijn dood.
In deze functie beijverde hij sterk de ontsluiting van het Samberbekken door de spoorwegen.
Daarnaast was hij ook actief als majoor en vanaf 1851 als luitenant-kolonel in de Garde Civique in Brussel.
Hij trouwde met Constance Clémence Maret, dochter van Hugues-Bernard Maret, hertog van Bassano, minister van Buitenlandse zaken van het Franse keizerrijk onder Napoleon. Zij hadden drie dochters en daarom stierf de Belgische hoofdtak van het huis de Baillet Latour uit. De jongere Antwerpse tak van de familie nam na zijn dood de naam de Baillet Latour aan. 